# マテリアルクラブ (アルバム)
『マテリアルクラブ』は、2018年11月7日にリリースされたマテリアルクラブの1枚目のアルバム。

## 概要
- ロックバンド"Base Ball Bear"のボーカル・ギターを務めている小出祐介が主宰する同名プロジェクトの初のアルバム[4]。セルフタイトルのアルバム。
- 収録曲のうち『00文法』が同年9月5日より、『Nicogoly』が10月17日より、それぞれ先行配信された。
- オリコンチャートの2018年11月19日付週間CDアルバムランキングでは、1,475枚を売り上げ45位にランクインした[1]。

## 収録曲
1. Nicogoly
作詞／作曲:小出祐介
キーボードとしてパスピエの成田ハネダが参加している。
2. 00文法（ver.2.0）
作詞:小出祐介 作曲:小出祐介／福岡晃子
先行配信された同曲をアルバムバージョンとしてアップデートしたもの。
3. 閉めた男 feat. 吉田靖直（トリプルファイヤー）
作曲:小出祐介／福岡晃子
ボーカルとしてトリプルファイヤーの吉田靖直が参加。
4. Amber Lies
作詞／作曲:小出祐介
全英詞曲。Reiが英詞の監修を務める。
5. 告白の夜 feat. TOSHI-LOW（BRAHMAN/OAU）
作詞／作曲:小出祐介
ボーカルとしてBRAHMAN・OAUのTOSHI-LOWが参加。またキーボードとして成田ハネダが参加。
6. Kawaii feat. 岸井ゆきの
作詞:福岡晃子 作曲:小出祐介／福岡晃子
Voiceとして女優の岸井ゆきのが参加。ポエトリーリーディングトラック。
7. Material World feat. Mummy-D（RHYMESTER）,Ryohu（KANDYTOWN）
作詞:Mummy-D／Ryohu／小出祐介 作曲:小出祐介
ラップとしてRHYMESTERのMummy-DとKANDYTOWNのRyohuが参加。
8. Curtain feat. 岸井ゆきの
Voiceとして「Kawaii」と共に岸井ゆきのが参加。ポエトリーリーディングオンリーのトラック。そのままアウトロに流れる効果音と共に次曲へ繋がる。
9. WATER
作詞:小出祐介／福岡晃子 作曲:小出祐介
『Curtain』のアウトロの効果音に続いてこの曲が始まる。また本アルバムのプロモーションビデオはこの曲にて制作された。
10. New Blues
作詞／作曲:小出祐介
キーボードとして成田ハネダ、またサックス・フルートに谷本大河、トランペットに高橋鉱一（どちらもSANABAGUN.）が参加。

## 演奏
- 小出祐介 (Base Ball Bear)
  - Vocal (#1.2.4.7.9.10)
  - Guitar (#1-7.9.10)
  - Programming (#1-5.7.9.10)
  - Bass (#3.9)
  - Chorus (#5)
- 福岡晃子 (チャットモンチー済)
  - Vocal (#1.2.4.7.9.10)
  - Bass (#1.2.4.5.7)
  - Programming (#1-6.9.10)
  - Chorus (#3.5)
  - Tambourine (#5)
- 成田ハネダ (パスピエ)
  - Piano (#1)
  - Piano Arrangement (#1.10)
  - Electric Piano (#5.10)
  - Synthesizer (#5)
  - Organ (#10)
- 吉田靖直 (トリプルファイヤー)：Voice (#3)
- TOSHI-LOW (BRAHMAN, OAU)：Vocal (#5)
- 稲葉隼人：Snare (#5)
- 岸井ゆきの
  - Voice (#6)
  - Reading Aloud (#8)
- Mummy-D (RHYMESTER)、Ryohu (KANDYTOWN)：Rap (#7)
- 谷本大河 (SANABAGUN.)：Horn Arrangement, Sax, Flute (#10)
- 高橋紘一 (SANABAGUN.)：Horn Arrangement, Trumpet, Flugelhorn (#10)